# اسکار سسپدس
اسکار سسپدس (انگلیسی: Óscar Céspedes؛ زادهٔ ۶ فوریهٔ ۱۹۷۸) بازیکن سابق فوتبال بود که سرمربی کنونی تیم چینی شانسی چانگان اتلتیک است.

## دوران حرفه‌ای
سسپدس کار خود را با غول اسپانیایی بارسلونا آغاز کرد، اگرچه او هرگز در زمین بازی ظاهر نشد؛ بنابراین به سطح ۳ و ۴ باشگاه‌های اسپانیا وارد شد.